# Eugenia laeteviridis
Eugenia laeteviridis är en myrtenväxtart som beskrevs av Ignatz Urban. Eugenia laeteviridis ingår i släktet Eugenia och familjen myrtenväxter. Inga underarter finns listade i Catalogue of Life.